# Michael Bond
Thomas Michael Bond, född 13 januari 1926 i Newbury i Berkshire, död 27 juni 2017 i London, var en brittisk författare. Han är främst känd för sin barnböcker om björnen Paddington. Mer än 35 miljoner Paddington-böcker har sålts världen runt och böckerna har också filmatiserats ett flertal gånger. Bonds första bok publicerades 1958 och hans sista år 2017, en spännvidd på 59 år.
Bond började arbeta som skribent 1945. Då han arbetade som kameraman på BBC skrev han 1958 boken Kalla mig Paddington (A Bear called Paddington) om björnen som kom från "mörkaste Peru" och som togs om hand av en familj på järnvägsstationen Paddington Station i London. Senare utkom fler böcker i serien och 1965 blev han författare på heltid. Den första boken om Paddington utgavs på svenska 1959.
År 1997 tilldelades Bond Brittiska imperieorden för sin insatser inom barnlitteraturen.
Michael Bond var gift första gången 1950–1981 med Brenda Mary Johnson och andra gången från 1981 med Susan Marfrey Rogers 1981. Han hade två barn. Bond bodde i London, inte långt ifrån Paddington Station, den plats som inspirerade till många av hans böcker.
Bond avled i London 2017, vid 91 års ålder.